# Olidiana scutopunctata
Olidiana scutopunctata är en insektsart som beskrevs av Zhang 1994. Olidiana scutopunctata ingår i släktet Olidiana och familjen dvärgstritar. Inga underarter finns listade i Catalogue of Life.